# Shaktigarh
Shaktigarh es un pueblo y  nagar Panchayat situado en el distrito de Udham Singh Nagar,  en el estado de Uttarakhand (India). Su población es de 6309 habitantes (2011). 

## Demografía
Según el censo de 2011 la población de Shaktigarh era de 6309 habitantes, de los cuales 3225 eran hombres y 3084 eran mujeres. Shaktigarh tiene una tasa media de alfabetización del 81,08%, superior a la media estatal del 78,82%: la alfabetización masculina es del 88,15%, y la alfabetización femenina del 73,65%.